# 疏序早熟禾
疏序早熟禾（学名：Poa remota）为禾本科早熟禾属下的一个种。